# Municipio de Concord (condado de Ross)
El municipio de Concord (en inglés: Concord Township) es un municipio ubicado en el condado de Ross en el estado estadounidense de Ohio. En el año 2010 tenía una población de 4460 habitantes y una densidad poblacional de 22,75 personas por km².

## Geografía
El municipio de Concord se encuentra ubicado en las coordenadas 39°25′7″N 83°12′51″O / 39.41861, -83.21417. Según la Oficina del Censo de los Estados Unidos, el municipio tiene una superficie total de 196.08 km², de la cual 196.06 km² corresponden a tierra firme y (0.01%) 0.02 km² es agua.

## Demografía
Según el censo de 2010, había 4460 personas residiendo en el municipio de Concord. La densidad de población era de 22,75 hab./km². De los 4460 habitantes, el municipio de Concord estaba compuesto por el 93.95% blancos, el 3.14% eran afroamericanos, el 0.45% eran amerindios, el 0.18% eran asiáticos, el 0.04% eran isleños del Pacífico, el 0.13% eran de otras razas y el 2.11% pertenecían a dos o más razas. Del total de la población el 0.72% eran hispanos o latinos de cualquier raza.